# Dystrykt Baney
Dystrykt Baney – dystrykt położony w prowincji Bioko Północne, w Gwinei Równikowej.

## Demografia
Liczba ludności mieszkańców dystryktu Baney na przestrzeni lat 1983-2001.